# Letland op het Eurovisiesongfestival 2018
Letland nam deel aan het Eurovisiesongfestival 2018 in Lissabon, Portugal. Het was de 19de deelname van het land aan het Eurovisiesongfestival. LTV was verantwoordelijk voor de Letse bijdrage voor de editie van 2018.

## Selectieprocedure
De selectie voor de Letse bijdrage aan het Eurovisiesongfestival werd net als de voorbije jaren via een nationale preselectie geselecteerd, getiteld Supernova. De Letse publieke omroep startte de inschrijvingen voor vierde versie van Supernova op 6 september 2017. Geïnteresseerden kregen tot 15 oktober de tijd om een inzending op te sturen. Uiteindelijk ontving LTV 93 bijdragen. Een interne jury koos vervolgens 21 acts die mochten aantreden in Supernova 2018. De acts werden op 6 december 2017 vrijgegeven.
Alle toegelaten inzendingen werden voor de start van de daadwerkelijke competitie geïntroduceerd tijdens twee introductieshows, op 25 januari en 1 februari 2018. Vervolgens werden er drie halve finales en een finale georganiseerd, die allen plaatsvonden in Studio 6 in Riga. Tijdens de halve finales gingen de twee acts met de meeste stemmen door naar de volgende ronde. Het publiek kon stemmen via televoting en via het internet, en een vakjury bracht ook een stem uit. De jury reikte na afloop van de drie halve finales ook nog twee wildcards uit. Tijdens de grote finale werd hetzelfde stemprincipe toegepast als in de halve finales. De keuze viel uiteindelijk op Laura Rizzotto met Funny girl.

## Supernova 2018

### Eerste halve finale
3 februari 2018
| Plaats | Artiest                          | Lied                     |
| ------ | -------------------------------- | ------------------------ |
| 1      | Liene Greifāne                   | Walk the talk            |
| 2      | Edgars Kreilis                   | Younger days             |
| 3      | Sudden Lights                    | Just fine                |
| 4      | Dvines                           | More than meets the eyes |
| 5      | Katrīna Gupalo & The Black Birds | Intoxicating caramel     |
| 6      | Rahu the Fool                    | Oh longriver             |
| 7      | Agnese Stengrevics               | You are my world         |

### Tweede halve finale
10 februari 2018
| Plaats | Artiest     | Lied            |
| ------ | ----------- | --------------- |
| 1      | Madara      | Esamība         |
| 2      | Markus Riva | This time       |
| 3      | Ritvars     | Who's counting? |
| 4      | Riga Reggae | Stop the war U2 |
| 5      | Hypnotic    | Pray            |
| 6      | In My Head  | Sunset          |
| 7      | Monta       | 1000 roses      |

### Derde halve finale
17 februari 2018
| Plaats | Artiest        | Lied                |
| ------ | -------------- | ------------------- |
| 1      | Laura Rizzotto | Funny girl          |
| 2      | Lauris Valters | Lovers bliss        |
| 3      | Kris & Oz      | Morning flight      |
| 4      | Ed Rallidae    | What I had with you |
| 5      | Mionia         | You                 |
| 6      | Katrine Lukins | Running red lights  |
| 7      | Jenny May      | Soledad             |

### Finale
24 februari 2018
| Plaats | Artiest        | Lied            |
| ------ | -------------- | --------------- |
| 1      | Laura Rizzotto | Funny girl      |
| 2      | Sudden Lights  | Just fine       |
| 3      | Madara         | Esamība         |
| 4      | Ritvars        | Who's counting? |
| 5      | Markus Riva    | This time       |
| 6      | Edgars Kreilis | Younger days    |
| 7      | Liene Greifane | Walk the talk   |
| 8      | Lauris Valters | Lovers bliss    |

## In Lissabon
Letland trad aan in de tweede halve finale, op donderdag 10 mei 2018. Laura Rizzotto was als veertiende van achttien artiesten aan de beurt, net na AWS uit Hongarije en gevolgd door Benjamin Ingrosso uit Zweden. Letland eindigde als twaalfde met 106 punten, hetgeen onvoldoende was voor kwalificatie voor de grote finale.